# حيران الأول
حيران الأول (سبتيموس) أمير تدمر (نحو العام 200 م. وتوفي في 267 م.).ابن أذينة ملك تدمر. من خلال زواج والده من زنوبيا،كان لدى حيران أخ غير شقيق يحمل نفس الاسم حيران الثاني.
تزعّم حيران القبائل الرحل في المنطقة المجاورة، واغتنى في تقديم حمايته للقوافل والتجار المسافرين في عبورهم الصحراء السورية-النهرينية.
عين رئيسًا لقضاة تدمر أثناء حرب روما مع البارثيين عام 199 م. وأبلى بلاء حسنًا في مساعدة سبتيموس سويروس
بما كان يملكه من معرفة بالأماكن والطرق وما زوّد به من الجيش الروماني من مؤن؛ فكافأة الإمبراطور بإعطاء مدينة تدمر
حقوق المدينة الرومانية ومنحه حق اتخاذ اسم سبتيموس.
أنشأ هذا الأمير سُلالة ملكية حكمت ما بين العام 200 م والعام 272 م.